# Daniel Tosh
Daniel Dwight Tosh (* 29. května 1975 Boppard) je americký komik, spisovatel a televizní producent. Známým se stal dabingem postavy Malloye v americkém animovaném komediálním seriálu Brickleberry.

## Život
Narodil se v německém Boppardu, ale celá jeho rodina jsou Američané. Vyrůstal na Floridě. Má jednoho bratra a dvě sestry.
Po absolvování University of Central Florida se přestěhoval do Los Angeles, kde se začal věnovat komedii a satiře.
Proslavil se v roce 2001, když vystoupil v pořadu Noční show Davida Lettermana. Následně začal pravidelně vystupovat na stanici Comedy Central. V letech 2009 až 2020 zde moderoval seriál Tosh.0. Po úspěchu show se v letech 2010 až 2015 vydal na vlastní turné po Americe.
Od roku 2013 do roku 2015 byl producentem a dabérem animovaného komediálního pořadu Brickleberry. Ztvárňoval postavu medvíděte Malloye. Tuto roli si jednou zopakoval v seriálu Paradise PD.
Známým se stal svým černým a ofenzivním humorem.
V roce 2016 si vzal za manželku spisovatelku Carly Hallam. Mají spolu dvě děti.
V roce 2018 mu shořel dům, během požárů v Los Angeles.

## Diskografie
- True Stories I Made Up (2005)
- Completely Serious (DVD, 2007)
- Happy Thoughts (CD/DVD, 2011)
- People Pleaser (2016)